# Lluís Duart Alabarta
Lluís Duart Alabarta (Almussafes, la Ribera Baixa, 16 d'abril de 1908 - Benidorm, la Marina Baixa, 3 de gener de 1983) fou un eclesiàstic i historiador valencià.
D'orígens humils, la seua vocació i el fet de nàixer en el si d'una família camperola pietosa, expliquen que fóra orientat cap al servei religiós. Ordenat capellà el 1931, i després d'oficiar la seua primera missa a Almussafes, va ser destinat a Beniarrés (el Comtat) on va exercir el ministeri catòlic entre els anys 1931 i 1939. El segon destí fou Pedralba, municipi riberenc del Túria, a l'àrea de transició entre el Camp de Túria i els Serrans, per a ser destinat més tard a Fontanars dels Alforins, xicoteta població emplaçada a l'extrem occidental de la Vall d'Albaida, on estigué sis anys, del 1944 al 1950. El seu darrer i definitiu destí fou Benidorm, poble de pescadors quan hi va arribar, i ciutat turística quan hi va morir el 1983.
La vila d'Almussafes, poble d'origen de Lluís Duart Alabarta, l'honrà el 1999 posant el seu nom a una important via urbana, la Ronda Historiador Lluís Duart Alabarta, a ponent del nucli urbà.

## Obres
- Obispados godos de Levante (1961)
- Señorío de Almussafes (1964)